# Sidusa pavida
Sidusa pavida là một loài nhện trong họ Salticidae.
Loài này thuộc chi Sidusa. Sidusa pavida được Elizabeth Bangs Bryant miêu tả năm 1942.